# نقرة الموت
نقرة الموت هو مُصطلح أصبح شائعًا في أواخر التسعينات والذي يرمز إلى صوت النقر في أنظمة تخزين القرص والتي تشير إلى تلف محرك القرص، وبطريقة كارثية في أغلب الأحيان.

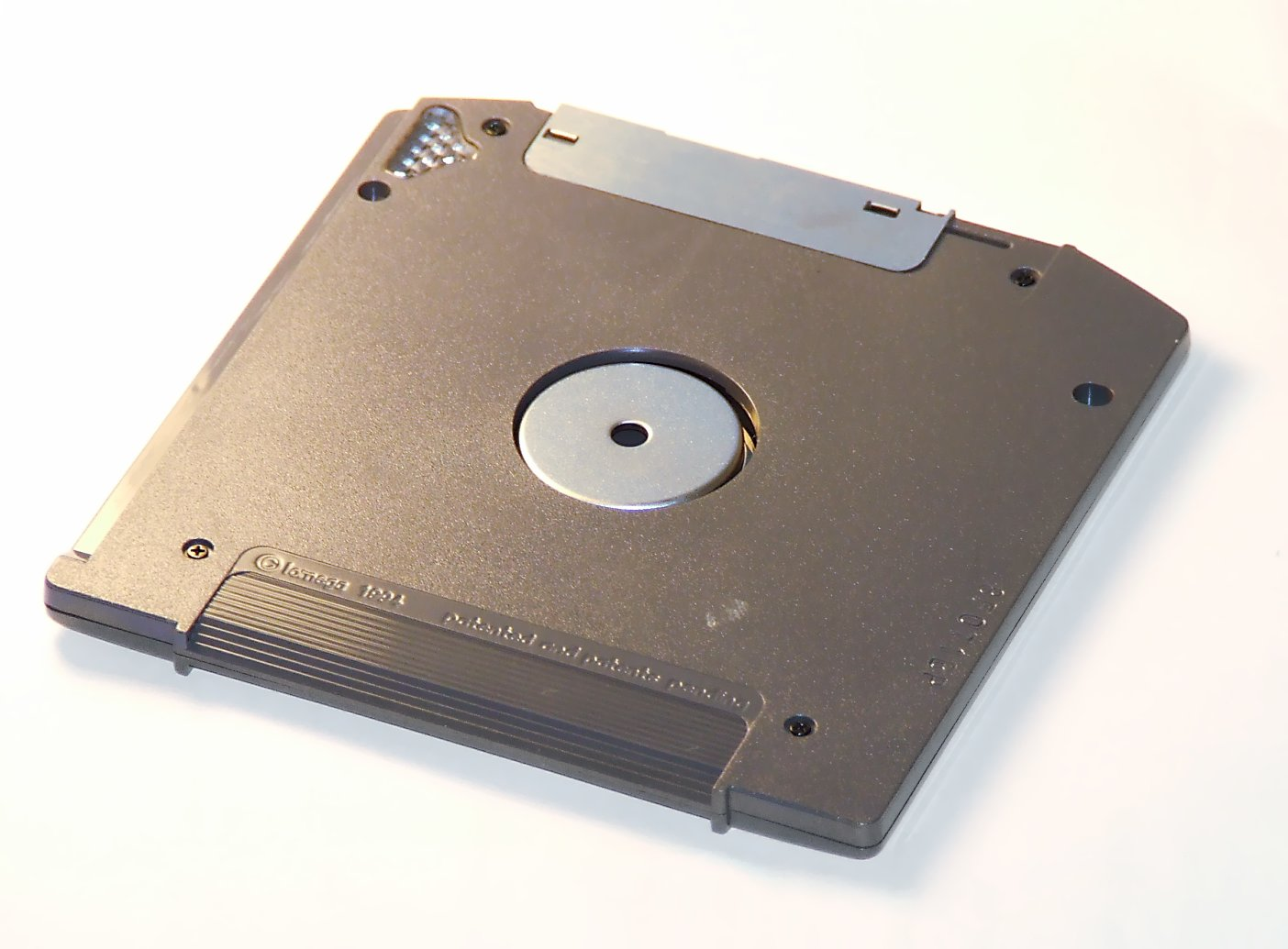
القرص المضغوط 100 القياسي

صوت النقر نفسه ينشأ من الحركة غير المتوقعة من محرك القراءة والكتابة الخاص بالقرص. عند بدء التشغيل، وأثناء الاستخدام، يجب أن تتحرك رأس القرص بشكل صحيح وتكون قادرة على تأكيد أنها تتبع البيانات الموجودة على القرص بشكل صحيح. إذا فشل الرأس في التحرك كما هو متوقع أو عند التحرك لا يمكن تتبع سطح القرص بشكل صحيح، وحدة تحكم القرص قد تحاول التعافي من الخطأ عن طريق إرجاع الرأس إلى وضعه الأصلى ومن ثم إعادة المحاولة، وفي بعض الأحيان تسبب «نقرة» مسموعة. في بعض الأجهزة، تقوم العملية بإعادة المحاولة تلقائيا، مما يتسبب في صوت النقر المتكرر أو الإيقاعي

## أصل المصطلح
عبارة «نقرة الموت» نشأت لوصف وضع الفشل لمحركات الأقراص المضغوطة أي أوميجا، والتي تظهر في الطباعة في وقت مبكر من 30 يناير، 1998. زعم الصحفي تيم روبرتسون التابع لماك في بودكاست له من 18 سبتمبر 2008 أنه قد صاغ العبارة في وقت مبكر من التسعينات. ثم تم تطبيق هذه العبارة في محركات أقراص أخرى أظهرت صوت نقر غير عادي مماثل ومرتبط عادة بالفشل.

## محركات الأقراص المضغوطة «أي أوميجا»
كانت محركات الأقراص المضغوطة «أي أوميجا» عرضة لتطوير رؤوس منحرفة. الغبار داخل الأقراص المضغوطة أو الرؤوس القذرة التي يسببها تراكم الأكسيد يمكن أن تسبب انحراف الرؤوس، ولكن في الأجهزة الأحدث فإن السبب يعود إلى عيوب سوء مراقبة الجودة والتصنيع في محرك الأقراص نفسه. وكذلك المجالات المغناطيسية يمكنها أيضا أن تسبب انحراف الرؤوس، لأن محركات الأقراص لم تكن محمية داخليا من المجالات المغناطيسية الخارجية. والرؤوس تسببت في انحراف البيانات الموجودة على الخرطوشة، مما يجعله غير قابل للقراءة. وكذلك هلاك خرطوشة محاركات الاٌقراص المضغوطة، وانتشار العيوب، أو على الجانب الآخر فقدان مسارات زى الأربعة الزائدة عن الحاجة، إذا فقدت كل مسارات زي الأربعة، كانت الخرطوشة غير صالحة للاستعمال، لأن محركات التجزئة غير قادرة على تنسيق الأقراص ذو المستوى المنخفض.
مع تواجد خلل في محرك أو خرطوشة، حاولت رؤوس المحركات قراءة القرص المضغوط، ولكن لم تتمكن من إيجاد مسار «زي» جيد أو ضرب بقعة سيئة أثناء عملية القراءة. كجزء من برنامج إعادة المحاولة في محرك الأقراص، فإن وحدة التحكم تقوم بسرعة ذراع الرأس إلى الخلف في محرك الأقراص ثم إلى الخارج مرة أخرى، مما ينتج عنه عدد معين من «النقرات». وهذا يحدث في كل مرة يفشل طلب البيانات: المحرك يركن الرؤوس لمعايرتهم ويحتمل تنظيفها. استمر الركن وإعادة الإطلاق حتى يتم قراءة البيانات أو وصولها إلى عدد معين من المحاولات.
وكان لدى محرك الأقراص المضغوطة محرك خطى ثائر ومنخفض التكلفة للغاية لتحريك رأس القراءة / الكتابة ذهابا وإيابا على الوسائط المتعددة للقرص المضغوط. ويقوم هذا المحرك بالانزلاق للخلف ذهابا وإيابا على قضيب رفيع من الصلب باستخدام اثنين من محامل الأكمام. في ظل الاستخدام العادى لمحرك الأقراص، كان المحرك تحت سيطرة أجهزة التحكم لمحرك الأقراص. إذا تم فصل الطاقة عن محرك الأقراص عن طريق إزالتها عن غير قصد من خلال فصل الوصلة أو انقطاع التيار الكهربائي، يتم سحب رؤوس القراءة / الكتابة من على القرص عن طريق فقدان الدائرة الكهربائية للطاقة. كان هذا لمنع الضرر الناتج عن بقاء الرؤوس في الوسط. عندما تم إزالة المحرك على هذا النحو، فإنه يصتدم متوقفا في نهاية رحلته. هذا التوقف العنيف من المحرك قد يؤدي إلى تلف نظام التعليق الهش لرأس القراءة / الكتابة. للحماية من هذا الضرر، وضع المصممين منظف رغوى على شكل دونات صغيرة في نهاية رأس الصلب الرقيقة التي تحمل انزلاق المحرك عليها. قررت أوميغا أنها ستزيل هذا الجزء بغرض تخفيض التكاليف. محركات الأقراص المضغوطة التي أعقبت ذلك لفترة من الشهور أظهرت نقرة الموت. تم اكتشاف هذا الإغفال من قبل المصممين الأصليين لمحرك الأقراص وتم وضع المنظف مرة أخرى في التصميم، ولم تظهر نقرة الموت في محركات الأقراص المضغوطة الجديدة.
في حالات نادرة، يمكن أن يؤدى تلف حافة القرص في الخرطوشة إلى هلاك الرؤوس في محرك القرص المضغوط. الأقراص التالفة يمكن أن تسبب تلف الرؤوس في أي محرك تم استخدامها فيه. وسيقوم محرك جيد سابقا بالنقر كما لو كان تم إدراج خرطوشة مكتوبة بطريقة سيئة. كانت محركات الاستبدال لديها تحذير حول خراطيش الأقراص المضغوطة التالفة على مسمى التقشير وتعليمات تفتيش بصرية سريعة.
وكان ضمان مدى الحياة على خرطوشة 100 ميجابايت مضلل بالنسبة لعمر الخرطوشة الفعلي، والمنتجات المستقبلية مثل 250 ميجابايت تعرض ضمان تحمل من أيوميغا لمدة 5 سنوات أو أقل.
تلقت أي أوميجا الآلاف من الشكاوى حول نقرة الموت. ذكرت أيوميغا أن أقل من 1 في 200 من مالكى الأقراص المضغوطة لاحظوا نقرة الموت. ذكرت أيوميغا في كثير من الأحيان أن المشاكل ناجمة عن استخدام وسائط الطرف الثالث (المتطابقة وظيفيا). ورفعت دعوى ضدهم بتهمة انتهاك قانون ولاية ديلاوير المستهلك في سبتمبر 1998. (رينالدي ضد شركة أيوميغا، يو سي سي 41 النائب سيرف. تو دى 1143) وقد تم انعقاد القضية في مارس 2001 وتم منح أصحاب محركات الأقراص خصم نحو الشراء المستقبلي لأى منتج من أي أوميجا.

## محركاتالأقراص الصلبة
على محرك القرص الصلب، نقرة الموت تشير إلى ظاهرة مماثلة؛ المحرك الرئيسي ربما يقوم بالنقر أو الدق أثناء محاولة محرك الأقراص بشكل متكرر للتعافي من خطأ واحد أو أكثر. ويمكن سماع هذه الأصوات أثناء قيام الرؤوس بالتحميل أو التفريغ، أو أنها يمكن أن تكون أصوات المحرك عندما يتوقف فجأة، أو كليهما. قد تشير نقرة الموت أن القرص الصلب قد تحطم أو فشل.

## وصلات خارجية
https://www.grc.com/tip/codfaq1.htm
http://datacent.com/hard_drive_sounds.php
http://www.anandtech.com/tag/guides